# Euscorpius
Euscorpius  (лат.) — род скорпионов из семейства Euscorpiidae. Около 17 видов.

## Распространение
Южная и центральная Европа, Грузия, Ирак, Турция, Северная Африка. Также, обнаружен в Дании, Йемене, Норвегии, Уругвае, Швеции (вероятно, интродуцирован). В Европе 14 видов.

## Описание
Длина от 1 до 5 см. Окраска тела от светло-коричневой до буровато-чёрной. Яд всех представителей рода Euscorpius безопасен, они редко жалят.

## Систематика
Род Euscorpius был выделен в 1876 году шведским арахнологом Тамерланом Тореллем. Ранее этот таксон относили к семейству Chactidae, в котором включали в состав подсемейства Euscorpiinae. Включает 17 видов
.
- Euscorpius alpha Di Caporiacco, 1950
- Euscorpius balearicus Di Caporiacco, 1950
- Euscorpius beroni Fet, 2000
- Euscorpius carpathicus (Linnaeus, 1767)typus
- Euscorpius concinnus (C.L.Koch, 1837)
- Euscorpius flavicaudis (DeGeer, 1778)
- Euscorpius gamma Di Caporiacco, 1950
- Euscorpius germanus (C.L.Koch, 1837)
- Euscorpius hadzii Di Caporiacco, 1950
- Итальянский скорпион (Euscorpius italicus) (Herbst, 1800)[6]
- Euscorpius koschewnikowi Birula, 1900
- Мингрельский скорпион (Euscorpius mingrelicus) (Kessler, 1874)[6]
- Euscorpius naupliensis (C.L.Koch, 1837)
- Euscorpius oglasae Di Caporiacco, 1950
- Euscorpius sicanus (C.L.Koch, 1837)
- Крымский скорпион (Euscorpius tauricus) (C.L.Koch, 1837)[6]
- Euscorpius tergestinus (C.L.Koch, 1837)